# Gabriel Janer Manila
Gabriel Janer Manila (Algaida, Mallorca, 1 de noviembre de 1940) es un escritor español en lengua catalana, maestro y catedrático. Su obra es muy amplia e incluye, además de novelas para niños y jóvenes, narrativa para adultos, teatro, ensayo y libros didácticos.

## Biografía
Estudió Magisterio y se inició en la literatura escribiendo teatro. Su primera publicación fueron unos trabajos sobre el pueblo donde él residía. También estudió Filosofía y Letras en la especialidad de pedagogía. Ejerció de maestro en un pueblo de Mallorca.
Su primer premio literario lo consigue con la novela L’Abisme.
En 1975 empieza a impartir clases en la Universidad de las Islas Baleares.
El rei Gaspar es su primera novela dirigida a un público infantil y juvenil con la que gana el premio Josep Maria Folch i Torres, el premio más importante en catalán en ese momento.
Además de dedicarse a la novela también se dedica a escribir teatro y a la investigación como antropólogo e historiador. Ha traducido obras del italiano al catalán y sus obras se han traducido al castellano, alemán, inglés, euskera y gallego.
Su libro premiado "He jugado con lobos" narra la historia real de Marcos Rodríguez Pantoja, quien la contó a Janer en 1975.

## Obra

### Novela juvenil
- El rey Gaspar. Barcelona: La Galera, 1976
- Como si los dedos me hubieran vuelto luciérnagas. Barcelona: Abadía de Montserrat, 1979
- Domingo, después de luna llena. Barcelona: Barcanova, 1983
- La Serpentina. Barcelona: La Galera, 1983
- El corsario de la isla de los conejos. Barcelona: La Galera, 1984
- Los peces no se peinan. Barcelona: Edebé, 1987
- Violeta, la sonrisa inocente de la lluvia. Barcelona: Laia, 1987
- Todo cuanto ves es el mar. Barcelona: La Galera, 1987
- Dice que era un rey. Barcelona: Ed. B, 1988
- Los ríos duermen en las nubes. Barcelona: Catamarán, 1988
- El palacio de cristal. Barcelona: Aliorna, 1989
- Arlequín, el títere que tenía el pelo azul. Barcelona: La Galera, 1990
- La perla verde. Zaragoza: Edelvives, 1990
- Los ríos de la luna. Zaragoza: Edelvives, 1991
- Han quemado el mar. Barcelona: Edebé, 1993
- Viaje al interior del frío. Barcelona: SM, 1995
- El terror de la noche. Barcelona: Columna, 1995
- Aquella mujer que vino de Marte. Madrid: Bruño, 1996
- La invención de la primavera. Barcelona: La Galera, 1999
- Samba para un "menino da rua". Barcelona: Edebé, 2000
- Daniel y las brujas salvajes. Alzira: Bromera, 2003
- He jugat amb els llops = He jugado con lobos. Barcelona : La Galera, 2009

## Premios
1967: Premio Ciudad de Palma Llorenç Villalonga de novela (Editorial Moll): El abismo.
1971: Premio Josep Pla de Narrativa en catalán (Ediciones Destino): Los alicorns .
1971: Premio Víctor Catalán: El cementerio de las rosas .
1975: Premio Josep Maria Folch i Torres de Literatura Infantil y Juvenil (Editorial La Galera): El rey Gaspar.
1976: Fiestas Pompeu Fabra de Cantonigròs de narrativa : Tango .
1976: Fiestas Pompeu Fabra de Cantonigròs-Cavall Fort de cuentos: El corsario de la isla de los conejos.
1982: Premio Joseph Pallach de Educación: Cultura popular y ecología del lenguaje.
1984: Premio San Juan: Los ríos de Babilonia .
1984: Premio Cavall Fort de teatro para Jóvenes (revista Cavall Fort): El corsario de la isla de los conejos.
1985: Premio Crítica Serra d'Or de literatura infantil y Juvenes (Revista Serra d'Or): El corsario de la isla de los conejos.
1987: Premio de la Generalidad de Cataluña al mejor libro juvenil publicación en lengua catalana en la obra Todo cuanto ves es el mar publicación por La Galera.
1988: Premio Nacional de Literatura Infantil y Juvenil del Ministerio de Cultura: Todo cuanto ves es el mar.
1991: II Premio Ala Delta (Editorial Edelvives): Los ríos de la luna.
1993: Premio Edebé de literatura infantil (Editorial Edebé): Acuérdate de los dinosaurios, Anna Maria .
1994: Premio Nacional de Literatura Infantil y Juvenil del Ministerio de Cultura: Han quemado el mar.
1995: Premio Columna Jove de narrativa juvenil en catalán (Editorial Columna): El terror de la noche.
1997: Premio Carlemany de Novela en catalán (Gobierno de Andorra, Fundación Enciclopedia Catalana, Editorial Columna, Ediciones Proa) (1997): Los jardines incendiados.
1998: Cruz de San Jorge (Generalidad de Cataluña) al conjunto de apoyo obra.
2002: Premio Bancaja de Literatura Juvenil (Editorial Bromera): Daniel y las brujas salvajes.
2002: Premio Néstor Luján de novela histórica (Editorial Columna): George. El perfume de los cedros.
2007: Premio de las Letras Catalanas Ramon Llull (Editorial Planeta): Tigres.
2009: Premio Joaquim Ruyra de narrativa juvenil (La Galera) : He jugat amb els llops (He jugado con lobos).
| Predecesor: Màrius Serra | Premio Ramon Llull de novela 2007 | Sucesor: Najat el Hachmi |